# Бајо Секулић
Бајо Секулић (Секулићи, код Даниловграда, 12. фебруар 1913 — Црквине, код Колашина, 20. март 1942), учесник Народноослободилачке борбе и народни херој Југославије.

## Биографија
Рођен је 13. фебруара 1913. године у селу Секулићима, код Даниловграда. Основну школу је завршио у родном месту, а гимназије учио у Даниловграду, Подгорици и Цетињу. Године 1934. отишао је у Београд и уписао Правни факултет. За време студија прикључио се студентском покрету и убрзо постао члан Комунистичке партије Југославије. Учествовао је у разним студентским акцијама — демонстрацијама, штрајковима и излетима. Био је један од главних руководилаца студентске омладине на Београдском универзитету.
Почетком 1941. године, уочи Немачког напада на Краљевину Југославије, вратио се у Црну Гору и преузео функцију секретара Окружног комитета КПЈ за Цетиње. Одмах после окупације, укључен је у чланство Покрајинског комитета КПЈ за Црну Гору, а 24. априла и у чланство Комисије за прикупљање ратног материјала. Био је учесник састанка ПК КПЈ за Црну Гору, одржаног 8. јула 1941. године у Стијени Пиперској, на којем је донета одлука о подизању устанка.
Од првих дана Тринаестојулског устанка, био је веома активан. Радио је на стварању првих партизанских јединица у Црној Гори и био заменик политичког комесара Привремене врховне команде националноослободилачких одреда Црне Горе, Боке и Санџака. Учествовао је у многим устаничким акцијама током лета 1941. године.
Када је, октобра 1941. године, делегат ЦК КПЈ и Врховног штаба НОПО Југославије Иван Милутиновић, дошао у Црну Гору и формирао Главни штаб НОП одреда Црне Горе, Бајо је именован за његовог политичког комесара. Средином новембра од дела партизанских јединица из Црне Горе формиран је Црногорско-санџачки партизански одред, који је бројао око 3.600 бораца, за команданта овог Одреда је именован Арсо Јовановић, а за политичког комесара Бајо Секулић.
После неуспелог напада на Пљевља, 1. децембра 1941. године, Одред се пребацио у Санџак и тамо створио услове за повезивање са партизанским јединицама, које су се повлачиле, из Србије. Током зиме 1941/42. године Бајо је руководио акцијама на сузбијању четника на подручју Васојевића. Крајем марта припремао је напад на четнике и Италијане у Колашину. Међутим, 20. марта 1942. године, дан уочи планираног напада, четници cy извршили изненадни напад на партизане. У тим борбама на Црквинама, код Колашина, Бајо је погинуо.
Указом Председништва Антифашистичког већа народног ослобођења Југославије (АВНОЈ), 11. јула 1945. године, међу првим борцима Народноослободилачке војске, проглашен је за народног хероја.